# Carrega Ligure
Carrega Ligure là một đô thị ở tỉnh Alessandria trong vùng Piedmont của Italia, có vị trí cách khoảng 130 km về phía đông nam của Torino và khoảng 60 km về phía đông nam của Alessandria. Tại thời điểm ngày 31 tháng 12 năm 2004, đô thị này có dân số 113 người và diện tích là 56,7 km².
Đô thị Carrega Ligure có các frazioni (các đơn vị cấp dưới, chủ yếu là các làng) Connio, Fontanachiusa, Magioncalda, Cartasegna, Daglio, Vegni, Agneto, Berga, Campassi, và Capanne di Carrega.
Carrega Ligure giáp các đô thị: Cabella Ligure, Fascia, Gorreto, Mongiardino Ligure, Ottone, Propata, Valbrevenna, và Vobbia.